# Muluncay
Muluncay ist eine Parroquia rural („ländliches Kirchspiel“) im Kanton Zaruma der ecuadorianischen Provinz El Oro. Verwaltungssitz ist Muluncay Grande. Die Parroquia besitzt eine Fläche von 7,06 km². Die Einwohnerzahl lag im Jahr 2010 bei 845.

## Lage
Die Parroquia Muluncay liegt im Südwesten von Ecuador in den westlichen Ausläufern der Anden. Der Fluss Río Calera, ein Zufluss des Río Pindo, rechter Quellfluss des Río Puyango, begrenzt das Verwaltungsgebiet im Westen. Das 1200 m hoch gelegene Verwaltungszentrum Muluncay Grande befindet sich knapp 7 km nordnordwestlich vom Kantonshauptort Zaruma. Die Fernstraße E585 von Zaruma nach Buenavista nahe der Stadt Pasaje führt an Muluncay Grande und Muluncay Chico vorbei.
Die Parroquia Muluncay grenzt im Osten an die Parroquia Arcapamba, im Süden an die Parroquia Malvas, im Westen an Piñas (Kanton Piñas), im Nordwesten an die Parroquia San José (Kanton Atahualpa) sowie im Norden an die Parroquia Huertas.

## Orte und Siedlungen
Neben dem Hauptort Muluncay Grande gibt es noch folgende Sitios: Muluncay Chico, Puente de Buza und Los Rosales de Machay.

## Geschichte
Muluncay geht auf die „Hacienda Muluncay San Francisco“ aus dem 19. Jahrhundert zurück. Diese lag in der Parroquia Malvas im Kanton Zaruma. Am 7. September 1984 wurde die Parroquia Muluncay gegründet.